# Joílson
Joílson Rodrigues Macedo, detto Joílson (Rio de Janeiro, 7 luglio 1979), è un ex calciatore brasiliano, di ruolo difensore.

## Caratteristiche tecniche
Gioca come difensore laterale destro, ma può anche ricoprire ruoli a centrocampo.

## Carriera

### Club
Joílson ha giocato per diversi club minori di Rio de Janeiro, come la Cabofriense. Con il Botafogo vinse la Taça Guanabara e il Campionato Carioca.
Nel 2006, dopo il Campionato Carioca, Joílson diventò una riserva, ma con l'infortunio di Ruy, tornò titolare; nel 2007 Cuca lo posizionò come terzino e centrocampista. Durante la partita di reinaugurazione dello Estádio Olímpico João Havelange, contro il River Plate, durante gli ottavi di finale della Copa Sudamericana 2007, segnò il gol della vittoria per 1-0 battendo Carrizo.
Il 1º maggio 2009 ha rescisso il contratto con il San Paolo firmando due giorni dopo per il Grêmio di Porto Alegre.
Da gennaio a maggio 2011 è al Boavista Sport Club prima di passare al Figueirense.

## Palmarès

### Competizioni statali
- Campionato Carioca: 1

Botafogo: 2006
- Campionato Gaúcho: 1

Grêmio: 2010

### Competizioni nazionali
- Campionato brasiliano: 1

Corinthians: 2008